# Oblast Kaluga
Koordinaten: 54° 19′ N, 35° 22′ O
Die Oblast Kaluga (russisch Калужская область/ Kaluschskaja oblast) ist ein Föderationssubjekt Russlands und gehört zum Föderationskreis Zentralrussland. Sie liegt im Westen des europäischen Teils Russlands.
Im 14. Jahrhundert war ein Teil der Kalugaer Territorien unter der Herrschaft von Moskau; im gleichen Jahrhundert wurde zum ersten Mal Kaluga erwähnt. Seit 1796 bestand das Gouvernement Kaluga des Kaiserreichs. Es wurde 1929 zur Zeit der RSFSR der Sowjetunion aufgelöst. Das Gebiet um Kaluga gehörte dann ab 1929 zunächst zur Oblast Moskau und ab 1937 zur Oblast Tula, ehe 1944 die bis heute bestehende Oblast Kaluga gebildet wurde. Sie grenzt an die Stadt Moskau, die Oblast Moskau sowie an die Oblaste Tula, Brjansk, Smolensk und Orjol. Vom Norden nach Süden erstreckt sich das Gebiet über 250 km, vom Westen nach Osten über 180 km.

## Verwaltungsgliederung und größte Orte
Die Oblast Kaluga gliedert sich in 24 Rajons sowie zwei Stadtkreise, die von den Großstädten Kaluga und Obninsk gebildet werden. Weitere größere Städte sind Ljudinowo, Kirow, Malojaroslawez und Balabanowo. Insgesamt gibt es in der Oblast 22 Städte und 6 Siedlungen städtischen Typs.
| Name           | Russisch      | Einwohner (14. Oktober 2010) |
| -------------- | ------------- | ---------------------------- |
| Kaluga         | Калуга        | 324.698                      |
| Obninsk        | Обнинск       | 104.739                      |
| Ljudinowo      | Людиново      | 40.530                       |
| Kirow          | Киров         | 31.882                       |
| Malojaroslawez | Малоярославец | 30.392                       |
| Balabanowo     | Балабаново    | 26.337                       |

## Bevölkerung
Bei den letzten russischen Volkszählungen in den Jahren 2023 und 2024 gab es eine Bevölkerungszahl von 1.070.853 respektive 1.068.410 Bewohnern. Somit sank die Einwohnerzahl in diesen acht Jahren um 2443 Personen. Die Verteilung der verschiedenen Volksgruppen sah folgendermaßen aus:
| Nationalität    | VZ 1989   | Prozent | VZ 2002   | Prozent | VZ 2010   | Prozent |
| --------------- | --------- | ------- | --------- | ------- | --------- | ------- |
| Russen          | 998.443   | 93,82   | 973.589   | 93,47   | 869.031   | 85,96   |
| Ukrainer        | 30.191    | 2,84    | 23.162    | 2,22    | 16.662    | 1,65    |
| Armenier        | 1.450     | 0,14    | 7.095     | 0,68    | 9.962     | 0,99    |
| Belarussen      | 8.574     | 0,81    | 6.609     | 0,63    | 4.557     | 0,45    |
| Tataren         | 2.963     | 0,28    | 4.299     | 0,41    | 4.206     | 0,42    |
| Aserbaidschaner | 1.993     | 0,19    | 3.007     | 0,29    | 3.498     | 0,35    |
| Usbeken         | 1.366     | 0,13    | 802       | 0,08    | 3.482     | 0,34    |
| Zigane          | 2.671     | 0,25    | 3.187     | 0,31    | 2.847     | 0,28    |
| Tadschiken      | 616       | 0,06    | 589       | 0,06    | 2.756     | 0,27    |
| Moldawier       | 1.440     | 0,14    | 1.443     | 0,14    | 2.511     | 0,25    |
| Deutsche        | 1.148     | 0,11    | 1.548     | 0,15    | 1.154     | 0,11    |
| Einwohner       | 1.064.194 | 100,00  | 1.041.641 | 100,00  | 1.010.930 | 100,00  |

Anmerkung: die Anteile beziehen sich auf Gesamtzahl der Einwohner. Also mitsamt dem Personenkreis, der keine Angaben zu seiner ethnischen Zugehörigkeit gemacht hat (2002 3.479 resp. 2010 77.292 Personen)
Die Bevölkerung des Gebiets besteht stark überwiegend aus Russen. Die Ukrainer sind die einzige nennenswerte ethnische Minderheit in der Oblast Kaluga. Ihre Zahl – wie auch die Anzahl der Belarussen – sinkt allerdings stark. Aus dem Transkaukasus und Zentralasien sind seit dem Ende der Sowjetunion dagegen zahlreiche Menschen zugewandert.

## Geographie, Geologie und Natur

### Geographie
Das Kalugaer Gebiet liegt im Zentrum der Osteuropäischen Ebene. Das Territorium der Region befindet sich zwischen dem Mittelrussischen Landrücken (mit den mittleren Höhen innerhalb der Region von höher als 200 m und der maximalen Höhe von 275 m im Südosten des Gebietes), den Smolensk-Moskauer Höhen und der Dneprisch-Desnische Provinz. Den großen Teil des Gebietes nehmen Ebenen, Felder und Wälder mit einer vielfältigen Pflanzen- und Tierwelt ein. Das Zentrum des Gebietes liegt auf dem Barjatinsk-Suchinitschier Landrücken.
Im westlichen Teil des Gebietes innerhalb der Gletscherebene erhebt sich die Spas-Demensker Hügelreihe. Eine südlich anschließende Sanderhochebene gehört zu der Brjansk-Schisdraer Polessje, deren mittlere Höhen bis zu 200 m hoch ragen. Im Nordwesten des Gebietes erstreckt sich eine Moränenebene mit den Grandkuppen.
Von Norden nach Süden beträgt die Ausdehnung des Kalugaer Gebiets mehr als 220 km von 53°30' bis 55°30' Nord, von Westen nach Osten ca. 220 km. Die Fläche des Territoriums beträgt ca. 29.777 km².
Über das Territorium des Gebietes verlaufen die wichtigsten internationalen Eisenbahn- und Autobahnlinien: Moskau – Kaluga – Brjansk – Kiew – Lwow – Warschau.
Das Kalugaer Gebiet grenzt an die Brjansker, Smolensker, Moskauer, Tulaer, Orjoler Gebiete, die Stadt Moskau (ab dem 1. Juli 2012).
Das Gebiet hat 303 munizipale Gebilde, einschließlich 24 Rayons, 2 Stadtkreise, 26 stadtartige und 251 ländliche Siedlungen. Flächenmäßig ist der Uljanowskij Rayon am größten, der Tarusskij Rayon ist dabei am kleinsten.
Die Städte des Kalugaer Gebiets sind Kaluga, Balabanowo, Beloussowo, Borowsk, Jermolino, Schisdra, Schukow, Kirow, Koselsk, Kondrowo, Kremenki, Ljudinowo, Malojaroslawez, Medyn, Meschtschowsk, Mossalsk, Obninsk, Sossenski, Spas-Demensk, Suchinitschi, Tarussa und Juchnow.

### Relief, geologischer Bau und Bodenschätze
Das gegenwärtige Relief des Kalugaer Gebiets hat sich in der Präglazialzeit herausgebildet: hügelig, mit den Flusstälern, Schluchten und Talsenken. Einige Gletscherseen sind bis heute erhalten geblieben, zum Beispiel, der tiefste See des Kalugaer Gebiets, der Besdon-See.
Die Region liegt zwischen dem Mittelrussischen Landrücken und den Smolensk-Moskauer Höhen. Auf dem Territorium des Gebietes befinden sich die Niedrigebenen mit einer Höhe von bis 200 m über dem Meeresspiegel, als auch die Hochebenen mit einer Höhe von über 200 m ü. d. M. Im Südosten des Gebietes erstreckt sich der Mittelrussische Landrücken, im hohen Nordwesten erhebt sich die Spas-Demensker Hügelreihe. Diese Anhöhen sind voneinander durch die Ugraisch-Protwaische Tiefebene getrennt. Im hohen Südwesten des Gebietes befindet sich die Brjansk-Schisdraer Polessje und im Zentrum erstreckt sich die Barjatinsk-Suchinitschier Ebene. Der höchste Reliefpunkt des Gebietes befindet sich auf der Höhe von 279 m innerhalb der Spas-Demensker Hügelreihe (Sajzewa-Berg), der niedrigste Punkt liegt im Tal des Flusses Oka (120 m über dem Meeresspiegel). So beläuft sich die Amplitude des Reliefs auf 160 m.
Das Kalugaer Gebiet liegt im Zentrum der Osteuropäischen Ebene. Die Mächtigkeit der oberen Sedimentenschicht wächst von 400 bis 500 m im Süden bis auf 1000 bis 1400 m im Norden. Der größte Teil der sedimentären Kappe ist aus Sedimenten der Devonformation zusammengesetzt. Ihr Anteil im Süden des Gebietes überschreitet 80 % der Mächtigkeit der ganzen Ablagerungsformation (inkl. quartärer Formation). Auf dem Territorium des Kalugaer Gebiets unterscheidet man vier geologisch-wirtschaftliche Gebiete: nordöstliches, zentrales, südliches und nordwestliches Gebiet.
Der spezifische Wert von Lagerstätten des Kalugaer Gebiets beträgt mehr als 8 Mio. Rbl/m². Auf dem Territorium des Gebietes sind 550 Vorkommen mit 19 Arten harter Mineralrohstoffe sowie 131 Vorkommen süßer unterirdischer Gewässer und 13 Vorkommen unterirdischer Mineralwässer erkundet worden.
Die Mineralressourcen des Gebietes sind vertreten durch Phosphorite, Braunkohle, Erdfarben, Gipssteine, Bausteine, Kreide für die Bauarbeiten, Karbonatgesteine für die Kalkdüngung und die Anwendung in der Zellstoff- und Papierindustrie, feuerbeständige und schwer schmelzbare Tone, leicht schmelzbare Tone für die Produktion von Ziegel und Keramsit, Tripolite für die Produktion von Entfärbungserde und thermolytischen Kieselsteinen, Tone für Bohrspülungen, Sandkiesmaterial, Glassande, Formsande, Sande für Bauarbeiten und die Herstellung von Silikaterzeugnissen sowie durch Torf und Sapropel.
Das Gebiet verfügt über 24 Vorkommen mit den industriellen Tonvorräten von mehr als 220 Mio. m³, davon werden heute 14 Vorkommen intensiv erschlossen. Das Vorkommen feuerbeständiger und keramischer Tone „Uljanowskoje“ ist eines der größten in Russland und von der Industrie noch nicht aufgeschlossen. Auf seinen Anteil entfallen 16,2 % aller Vorräte schwer schmelzbarer Tone im Föderationskreis Zentralrussland. Solche Tone werden für die Herstellung von feuerfesten Erzeugnissen für Anwendungszwecke in der Metallurgie, Zement- und Glasindustrie und den anderen Industriezweigen, in welchen die Produktionsprozesse mit den hohen Temperaturen verbunden sind. Bei einer stabilen Entwicklung der Baubranche im Föderationskreis Zentralrussland wird das Bedürfnis nach Tonen des Vorkommens „Uljanowskoje“ 600–700 Tausend Tonnen pro Jahr betragen. Das Vorkommen „Uljanowskoje“ hat alle Chancen, Hauptrohstoffbasis für die Unternehmen des Baukomplexes und der Feuerfestindustrie und zwar nicht nur für das Kalugaer Gebiet zu werden.
Die summarischen Bilanzvorräte aus dem Braunkohlevorkommen des Moskauer Kohlenbeckens betragen 1240 Mio. t, darunter sind solche Lagerstättenabschnitte wie Worotynskoje (410 Mio. t), Severo-Agejewskoje (151 Mio. t), Seredejskoje (150 Mio. t), Studenowskie Abschnitte (103 Mio. t) und andere. Obwohl die Qualität der Kohlen nicht sehr hoch ist, sind die Rohstoffe infolge der Nähe zu den großen Konsumenten von Interesse. Die Bilanzvorräte von Torf betragen ca. 24 Mio. t.
Das Rohstoffpotential des Gebietes kann die Bedürfnisse der Betriebe nach den Hauptarten von Erzbodenschätzen (Bausteine, Sandkiesmaterial, Bausand, Silikatsand, leichtschmelzender Ton und Lehmboden für die Herstellung von Ziegel und Keramsit) decken. Im Jahr 2013 sind auf dem Territorium des Kalugaer Gebiets 109 Lizenzen über das Recht auf die Nutzung von Bodenschätzen gültig, um die Baustoffe zu gewinnen.

### Pflanzenwelt
Die Wälder nehmen 45 % des Territoriums des Kalugaer Gebiets ein. Die Holzvorräte betragen insgesamt ca. 269 Mio. m³. Davon gehören 30 % zu den Nadelholzarten, 67 % zu den Weichlaubholzarten.
Nach Angaben für das Jahr 2013 beträgt der jährliche zulässige Umfang der Holzgewinnung ca. 3.136.900 m³. Der Gesamtholzeinschlag liegt bei 30 % des geplanten Hiebsatzes. Die jährliche Zunahme von Anpflanzungen beträgt 4,8 Mio. m³.
Die Waldzone der Region hat zwei Unterzonen: die Nadelwald- und Breitblattwaldunterzone sowie die Breitblattwaldunterzone. In der Nadelwald- und Breitblattwaldunterzone dominieren verschiedene Fichtenwaldarten. Die Baumschicht solcher Wälder bilden gemeine Fichten gemischt mit Kiefern, Birken, Espen, Linden, Stieleichen. In der Breitblattwaldunterzone nimmt der Primärwald eine kleine Fläche im Gebiet zwischen den Flüssen Wytebet, Schisdra und Oka.
Als Edifikatoren dienen in diesen Wäldern hauptsächlich solche Baumarten wie Stieleiche, Steinlinde, gemeine Esche, Ulme. Diese Wälder sind im Unterschied zum Nadelwald polydominant, haben bis 7 bis 8 Schichten und sind normalerweise mit Birken und Espen in der zweiten Schicht, Strauchahorn, glattblättrigen Apfelbäumen, Ebereschen in der dritten Schicht gemischt. Die Strauchschicht ist gut entwickelt. In der Krautschicht dominieren die Vorfrühling-Ephemeroiden und mehrjährige Pflanzen.
Die nicht zonengebundene Vegetation auf dem Territorium des Gebietes ist durch Kiefernwälder und kleinblättrige Wälder, Sümpfe und Wiesen vorgestellt. Die Weißkiefer bildet die Wälder auf den Sandschüttungen altertümlicher Alluvialebenen, den Sandterrassen von Flusstälern, den torfhaltigen Sumpfböden. Das sind Kiefernwälder mit Weißmoosdecken bzw. Grünmoosheiden, Sphagnum-Heiden, komplexe Kiefernwälder. Die Baumschicht kleinblättriger Wälder und derivativer Mischwälder ist durch Hängebirken, Winterbirken, Espen, Ziegenweide, Fichten, Kiefern und Eichen gebildet.
Die Wiesen gliedern sich in Talauen und Festlandswiesen.
Die Sümpfe liegen auf dem Territorium des Gebietes ungleichmäßig verteilt. Am meisten versumpft sind die nordwestlichen und westlichen Teile (Flussgebiet der Ugra), sowie die Brjansk-Schisdraer Polessje.

### Tierwelt
Im Verlauf eines zweihundertjährigen Zeitraums der Erforschung sind auf dem Territorium des Kalugaer Gebiets einige tausend Arten der Wirbellosen und 396 Arten der Wirbeltiere entdeckt. Auf der Roten Liste des Kalugaer Gebiets stehen 132 Arten der Wirbeltiere, davon sind 36 auch in die entsprechende Liste der Schutzobjekte der Russischen Föderation eingetragen.
Innerhalb des Gebietes gibt es 68 Arten der Säugetiere. Darunter sind solche typischen Waldtiere wie Braunbär, Luchs, Elch, Wolf, Schneehasen, Eichhörnchen, sowie die folgenden für die Steppen charakteristischen Tiere: Hamster, Großer Pferdespringer, Perlziesel, russisches Murmeltier. In den letzten Jahrzehnten führten die Mitarbeiter der hiesigen Jagdwirtschaften auf dem Territorium des Gebietes das Ansiedeln der Tiere durch, die eine geringe Anzahl haben. Darunter sind solche Tiere wie russischer Desman, Biber, Wildschwein, Reh, die sich gut eingelebt und ihren Bestand vergrößert haben. Es wurden auch die folgenden Tiere akklimatisiert, die früher auf dem Territorium des Gebietes nicht lebten: Marderhund, Bisamratte, Edelhirsch und Sikahirsch, in relativ kurzer Zeit erreichten sie dabei eine jagdbare Anzahl. Wisente fangen an, in die südlichen Teile des Gebietes zu kommen, nachdem sie vor kurzem in den Nationalpark „Orlowskoje Polessje“ ausgesetzt worden waren.
Unter den Süßwasserbewohnern des Gebietes sind 2 Arten der Neunaugen, 41 Arten der Knochenfische festgestellt. Die Vielfältigkeit der Fischfauna ist mit großen Unterschieden der Lebensbedingungen verbunden. So lebt im Flussgebiet der Oka das Bachneunauge (Lampetra planeri), und in der Desna und ihren Nebenflüssen lebt das ukrainische Bachneunauge (Eudontomyzon mariae). In den Stauteichen sind Gold- und Silberkarauschen, Schleie und viele andere Arten heimisch. In den Teichwirtschaften züchtet man Karpfen, Silberkarpfen, Graskarpfen und manchmal Peled-Lachse. Aus den wertvollen Nutzfischen fällt der meiste Anteil auf die Brachse. An seltenen Arten kommen Sterlete, Schneiderfische und Kaulköpfe vor, die auf der Roten Liste Russlands stehen.
Unter 11 Arten der Lurche sind Kamm- und Teichmolche, Rotbauchunken, Erd- und Wechselkröte heimisch, zahlreich sind See-, Tümpel-, Moor- und Grasfrösche. Die Reptilien sind durch 7 Arten, inkl. der Schlangen vertreten: Bei Giftschlangen sind Kreuzottern, bei ungiftigen Schlangen sind Wasser- und Glattnattern heimisch. Die hier im Gebiet vorkommenden Eidechsen sind durch Blindschleichen und flinke Schleichen vertreten, bei welchen die Gliedmaßen fehlen, dadurch werden sie oft mit Schlangen verwechselt.
Auf dem Territorium des Gebietes sind 267 Arten der Vögel registriert, davon haben hier 177 Arten ihre Vogelbrutplätze, 58 Arten wurden nur beim Vorbeifliegen bemerkt, 32 Arten flogen hier unregelmäßig hinein. Mit heutigen 93 Vogelarten kam es zu einer Vergrößerung der überwinternden Vögel, was mit den Anthropogentransformationen der Landschaften verbunden ist. Die wichtigsten Lebensorte der Raubvögel befinden sich auf dem Territorium des Naturschutzgebietes „Kaluschskije Saseki“ (Kalugaer Waldverhau) und im Gebiet zwischen der Wytebet und der Resseta. Besonders zahlreich sind bei Schwimmvögeln Stockenten vertreten; bei Semi-Aquatischen-Vögeln die Seemöwen; bei Waldbewohnern die Finken und Weidenlaubsänger; an Flussufern die Uferschwalben; in den Siedlungen die Felsentauben, Mauerschwalben, Saatkrähen und Feldsperlinge.

### Naturschutz und Umweltzustand
Laut Angaben des staatlichen Berichtes „Über den Umweltzustand und den Umweltschutz in der Russischen Föderation“, veröffentlicht jährlich durch das Ministerium für Ökologie und natürliche Ressourcen der Russischen Föderation, ist das Kalugaer Gebiet eine der im ökologischen Sinne reinsten Regionen des Föderationskreises Zentralrussland. Nach den Ergebnissen des Jahres 2012 steht Kaluga unter 85 Städten Russlands auf der Top-10-Liste nach dem Zustand der Luftumgebung.
Die ökologische Expertise, die Normung, die Lizenzierung und die staatliche Kontrolle im Bereich Umweltschutz führen im Kalugaer Gebiet einige bevollmächtigten Behörden durch. Seit 2008 funktioniert auf dem Territorium des Gebietes das sog. Territoriale System zur Überwachung des Umweltzustandes (TSÜ).
Die territoriale Informationsressource mit den Daten über den Umweltzustand ist öffentlich zugänglich und befindet sich auf der offiziellen Webseite des Kalugaer Gebiets.
Der Investitionsrat beim Gouverneur des Kalugaer Gebiets hat 2013 einen Beschluss über die Gründung eines Ökotechnoparks gefasst. Bei der Planung des Parks werden die besten Technologien verwendet sein, die die Hygienesicherheit und Umweltverträglichkeit gewährleisten. Vorrangig ist die Aufgabenlösung zum Schutz von Oberflächenwasser und Untergrundwasser vor den Verschmutzungsquellen, zur Abfalleinlagerung und Verwertung von Industrie- und Haushaltsabfällen, zur Strahlungssicherheit sowie zur Minderung von Schadstoffemissionen in die Außenluft.
Der Anteil des Kalugaer Gebiets am Gesamtemissionsvolumen bei den Schadstoffemissionen in die Außenluft und der Abwassereinleitung in die Wasserobjekte des Föderationskreises Zentralrussland ist unbedeutend. Nach der Kennziffer für Abscheidung und Entsorgung von Schadstoffen belegt das Gebiet den dritten Platz, indem es das Brjansker und das Belgoroder Gebiete vorlässt. Der größte Teil von Schadstoffemissionen in die Luft fällt auf den Anteil von Kaluga, Kirow, Obninsk, Ljudinow und des Kreises Dserschinskij.
Infolge der Tschernobylkatastrophe waren die Süd- und Südwestteile des Gebietes durch radioaktive Elemente verseucht. In 9 Rayons des Gebietes wird das radiologische Monitoring geführt. Die Hintergrundradioaktivität entspricht der entstandenen Strahlungssituation.
Auf dem Territorium des Gebietes wird aktiv an der Sammlung, Lagerung, Verlagerung und Verarbeitung von Eisen- und Nichteisenmetallschrott, Altglas, Altpapier gearbeitet. In den Betrieben des Gebietes werden abfallfreie Technologien eingeführt. Die primäre Abfallsortierung erfolgt im Kleinbetrieb „Polygon“ (Obninsk) u. a.m.
Im Kalugaer Gebiet wurden einige ökologischen Siedlungen gegründet und diese entwickeln sich erfolgreich: das Naturschutzgebiet „Kaluschskije Saseki“, der Naturschutzpark „Ugra“, das Naturschutzgebiet „Tarussa“ und das Naturmonument „Kaluschskij Bor“.

## Geschichte
Das Territorium des Kalugaer Gebiets ist seit frühesten Zeiten bewohnt. Die durch Archäologen untersuchten ältesten Lagerplätze von Urmenschen stammen aus dem Mesolithikum (6. – 10. Jahrtausend v. Chr.). Die Kalugaer Städte wurden erstmals in Zusammenhang mit den Ereignissen des 12. Jh. und zwar mit dem feudalen Krieg zwischen den Olegowitschi- und Monomachowitschi-Klans (Koselsk – im Jahr 1146, Serensk – im Jahr 1147, Worotynsk – im Jahr 1155, Mossalsk – im Jahr 1231) erwähnt.
Im 14. Jh. war die Kalugaer Region ein Ort des ständigen Antagonismus zwischen Litauen und Moskau. 1371 nennt der litauische Fürst Olgerd in seiner Beschwerde an den Patriarchen von Konstantinopel Filofej über den Metropoliten von Kiew und ganz Russland Alexius unter den ihm durch Moskau abgenommenen Städten zum ersten Mal auch Kaluga. Traditionell wird angenommen, dass Kaluga als eine Grenzfestung für den Schutz des Moskauer Fürstentums vor Angriffen seitens Litauens entstanden ist.
1480/81 passierte auf der Kalugaer Erde ein für die ganze russische Geschichte sehr wichtiges Ereignis, bekannt als das Stehen an der Ugra. Als Ergebnis erfolgte die Befreiung der russischen Erde von der tatarisch-mongolischen Tributherrschaft und die Umwandlung von Moskau in einen souveränen Staat.
Im 16. bis 17. Jh. war Kaluga nicht nur ein Verteidigungspunkt, in der Region entwickelten sich aktiv der Handel und die Handwerke. Die Quellen bescheinigen davon, dass in der reichen Stadt die Holzschnitzerei sowie der Schmuckbereich hoch entwickelt waren.
Nach der Wiedervereinigung Russlands und der Ukraine im Jahre 1654 wurde Kaluga zu einem Vermittler im Handel zwischen Moskau und der Ukraine, was in hohem Maße zu einer weiteren wirtschaftlichen Entwicklung beitrug.
Durch den Erlass von Katharina II. vom 24. August 1776 wurde die Kalugaer Statthalterei gegründet, welche die Kalugaer und Tulaer Gouvernements vereinigte. Das Zentrum der Statthalterei hatte eine neue Gestalt angenommen, der Siedlungsplan und die Bebauung von Kaluga präsentieren auch bis heute eine Glanzleistung der russischen städtebaulichen Kunst vom Ende des 18. Jh. und dem Anfang des 19. Jh. In der Herrschaftszeit von Paul I. wurde 1796 die Kalugaer Statthalterei in ein Gouvernement umgewandelt.
Ende des 18. Jh. bis in die ersten drei Jahrzehnte des 19. Jh. war die Wirtschaft der Region sehr stabil. Kaluga spielte weiter eine vermittelnde Rolle im Handel mit Moskau, St. Petersburg, der Ukraine, Sibirien, Polen und den deutschen Städten.
Während des Zweiten Weltkrieges 1941–1945 nahmen die Einheiten und Verbände der 10., 16., 33., 43., 49., 50., 61. Armeen, die 20. Panzerbrigade, die 1. Luftarmee, das 1. Kavalleriekorps und die Staffel „Normandie“ an der Befreiung der Region von den nazideutschen Besetzung teil.
Im Jahre 1944 wurde durch einen Erlass des Präsidiums des Obersten Sowjets der UdSSR das Kalugaer Gebiet gegründet, wohin 27 Rayons der Smolensker, Orjoler und Tulaer Gebiete eingegangen sind. Kaluga wurde das Gebietszentrum. Nach der Liquidation der UdSSR wurde das Kalugaer Gebiet ein Subjekt der Russischen Föderation. Am 27. März 1996 wurde das Statut des Kalugaer Gebiets und am 6. Juni 1996 das Gesetz des Kalugaer Gebiets „Über die örtliche Selbstverwaltung im Kalugaer Gebiet“ verabschiedet.

## Wirtschaft
Das Gebiet Kaluga gehört zu den wirtschaftlich am besten entwickelten Regionen Russlands. Die Region weist die russlandweit höchsten Wachstumsraten in der Industrie, das größte Pro-Kopf-Investitionsvolumen, die höchsten Wachstumsraten im Realeinkommen der Bevölkerung und der innovativen Technologien, die jährlich in der Industrie eingesetzt werden, auf. Das Wachstum beruht auf einer hochwertigen Verwaltungsqualität, einer vernünftigen Investitionspolitik und einem sachgerecht aufgebauten Förderungsprogramm für die traditionellen Industriebranchen. Produktionsstandorte in Industrieparks und in der gewerblich-industriellen Sonderwirtschaftszone (SWZ) „Kaluga“, Steuerpräferenzen und die Förderung von Entwicklungsinstituten garantieren die günstigsten Voraussetzungen für die jeweilige Geschäftstätigkeit.
In dieser Region setzen die größten internationalen Konzerne ihre Projekte um: Volkswagen, Volvo, Peugeot, Citroën, Mitsubishi, GE, Samsung, Continental, Berlin-Chemie/Menarini, Novo Nordisk, STADA CIS u. a. Betriebe, die in den traditionellen Wirtschaftsbranchen tätig sind, entwickeln sich aktiv. Dazu gehören Hersteller von Turbogeneratoren und Gasturbinentriebwerken, Eisenbahntechnik, Baustoffen, Elektronik, Optik etc. Neue High-Tech-Produktionsstätten entstehen, die sich mit Forschung und Entwicklung in verschiedenen Bereichen befassen: von Kerntechnologien, Luft- und Raumfahrt bis hin zur Nanomechanik und Wasseraufbereitung.
Mit seinen Wirtschaftsergebnissen für das Jahr 2015 liegt das Gebiet Kaluga auf:
- Rang 2 im Nationalrating des Zustands des Investitionsklimas in den Subjekten der RF. Rang 1 in der Kategorie «Unterstützung kleiner und mittlerer Unternehmen».
- Rang 1 im Föderationskreis Zentralrussland (ZFO) und auf Rang 2 in der RF mit dem Umfang von gelieferten Produkten der verarbeitenden Industrie pro Kopf.
- Rang 1 im ZFO und Rang 12 in der RF mit dem Umfang der Industrieproduktion pro Kopf.
- Rang 1 in der RF mit der Geburtenrate. Im Jahre 2015 wurde die höchste Geburtenrate seit 26 Jahren festgelegt.
- Rang 4 im ZFO und Rang 9 in der RF mit den Wohnungsneubauten pro Tsd. Einwohner.
- Rang 2 im ZFO und Rang 16 in der RF mit dem Umfang der geleisteten Bauarbeiten je Einwohner.
- Rang 1 – Landschaftspark «Nikola Leniwez» in der Kategorie «Der beste Standort für die Entwicklung des Event-Tourismus – Naturerholungsgebiete». (Russian Event Awards).
- Rang 1 – Regionales touristisches Informationszentrum «Gebiet Kaluga» in der Kategorie «Das beste touristische Informationszentrum – Regionales touristisches Informationszentrum». (Russian Event Awards).

Das Volumen der herangezogenen Investitionen in die Industrieproduktion lag in den Jahren von 2006 bis 2015 bei 452,8 Mrd. Rbl. (nach Investitionsverträgen). In dieser Zeit wurden im Gebiet 86 Betriebe neugegründet, davon nahmen 9 Betriebe im Jahr 2015 ihre Tätigkeit auf. Insgesamt werden in der Region 155 Investitionsprojekte umgesetzt. Im Jahr 2015 wurde das Investitionsportfolio durch 18 Verträge ergänzt.

### Industrie
Die Wirtschaftspolitik, die das Gebiet Kaluga durchsetzt, hat die Struktur der Industriebranche verändert und Voraussetzungen für die Entstehung von High-Tech-Produktionsstätten geschaffen. Im Gebiet haben 2747 verschiedene Betriebe ihre Standorte. Sie ergeben ca. 40 % vom Bruttoregionalprodukt und sichern über die Hälfte aller Steuereinnahmen des regionalen Etats ab. In der Produktion ist fast ein Drittel der Bevölkerung des Gebiets beschäftigt.

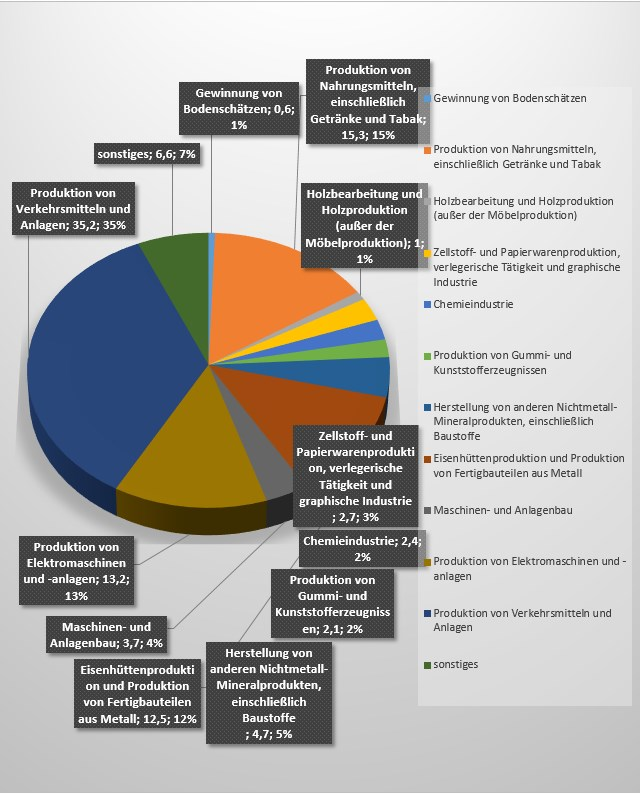
Struktur der Industrieproduktion – 2015 (in %)

Der Maschinenbau bildet die industrielle Grundlage in der Region. Seit 2006 ist der Umfang der Industrieproduktion im Gebiet Kaluga ums Zweieinhalbfache gestiegen.
- 129,9 % — Zunahme der Erzeugung von Gummi- und Kunststoffwaren;
- 121,2 % — Zunahme der Herstellung von Nichtmetall-Mineralprodukten;
- 107,6 % — Zuwachs des Produktionsvolumens in der Pharmaindustrie;
- 109 % — Zunahme der Erzeugung von Nahrungsmitteln, einschließlich. Getränke und Tabak;
- 114,3 % — Zuwachs der Eisenhüttenproduktion.

Struktur der Industrieproduktion – 2015 (in %)

#### Entwicklung des Industrievolumens (Mrd. Rubel)
- 2006 – 78,2
- 2007 – 100,2
- 2008 – 162,9
- 2009 – 173,3
- 2010 – 275,5
- 2011 – 372,5
- 2012 – 438,8
- 2013 – 470,4
- 2014 – 478,1
- 2015 – 496,3

#### Maschinenbau und Metallbearbeitung
Grundlage für die Industrieproduktion im Gebiet Kaluga bilden der Maschinenbau und die Metallverarbeitung. Der Maschinenbau unterscheidet sich im Gebiet Kaluga durch eine weitgefächerte Diversifizierung von Fertigprodukten:
- Personal- und Lastkraftwagen (ООО Volkswagen Group RUS, ООО PSMA Rus, ZAO Volvo Vostok);
- Elektroanlagen für Verkehrsmittel (ОАО KZAE, ОАО Autoelektronika, ООО Continental Automotive Systems Rus);
- Eisenstäbe, L- und U-Profile (OOO NLMK-Kaluga);
- Turbinen und Turbogeneratoren (ОАО Kalugaer Turbinenwerk);
- Gasturbinentriebwerke und Kleintraktoren (ОАО KADVI);
- Fernseher und Waschmaschinen (ООО Samsung Elektronics Rus Kaluga);
- radioelektronische und Schaltgeräte für Telekommunikationsanlagen sowie Sonderanlagen im Bereich Telekommunikation (ОАО Kalugapribor, ОАО KEMZ, ОАО KNIITMU);
- Erzeugnisse für die Verteidigungsindustrie (ОАО Taifun, AO ONPP Tekhnologiya, KNIRTI, ОАО KZRTA, OAO KZTA);
- Elektronische Leuchtstoffröhren und Quantentechnik (OAO Voskhod-KRLZ);
- Geräte und Anlagen für Kernkraftwerke und Radiochemie (ОАО PZ Signal);
- Dieselloks, Maschinen und mechanisierte Werkzeuge für die Instandsetzung und den Betrieb von Bahngleisen (OAO Diesellokwerk Ljudinowo, OAO Kalugaputmash, OAO KZ Remputmash, OAO Kalugatransmash);
- Messgeräte (AO NPO Prompribor, ООО NPP Metra);
- Küchenabzüge (ОАО Elmat);
- Stahlrohre, Alu-Profilsysteme, Treibhäuser (ООО Agrisovgaz);
- Metallkonstruktionen und Bauteile für die Sandwichbauweise (ООО Ruukki Rus);
- Erzeugnisse aus Gusseisen, Stahl und Buntmetall (ZAO Krontif Center, ОАО Kirovski zavod, ОАО Spetslit);
- Kabelerzeugnisse (ЗАО Zawod Lyudinovkabel, ZAO Transvok) etc.

#### Chemieindustrie
Gute Aussichten hat im Gebiet Kaluga bei der Entwicklung des Industriekomplexes die Chemieindustrie, insbesondere die Pharmazeutik. In der „Entwicklungsstrategie der russischen Pharmaindustrie bis 2020“ wird das Gebiet Kaluga als eine russische Region bezeichnet, in der die Bündelung von Forschungs-, Bildungszentren und Produktionsstätten für die Entwicklung der Pharmaindustrie am effizientesten genutzt werden kann.
Im Gebiet Kaluga entsteht ein Pharma-Cluster, dessen Grundlage Betriebe bilden, die sich mit der Entwicklung von wissenschaftlichen Ideen und der Implementierung von neuen Technologien befassen. Zum Pharma-Cluster gehören 62 Betriebe. Geschäftspartner der Region sind die größten ausländischen Pharmakonzerne. Forschungszentrum ist Obninsk, die erste russische Stadt der Wissenschaftler.
Produktion von Fertigpräparaten:
- Chemopharm (Unternehmensgruppe STADA, Deutschland), seit 2007 im Gebiet Kaluga tätig. Der Betrieb exportierte als erster in Russland Medikamente nicht nur nach Europa, sondern auch in die USA;
- Berlin Chemie/Menarini – Unternehmensgruppe Menarini (Italien);
- Novo-Nordisk (Dänemark);
- Nearmedic PHARMA (Russland);
- AstraZeneca (Schweden/Großbritannien) – Musterfertigung von Pharmasubstanzen und Entwicklung von Technologien für die Biopharmazeutik:
- OOO BION – Unternehmen im Bereich Chemie und Pharmazeutik;
- ООО Forschungs- und Produktionsunternehmen Medbiopharm;
- ZAO MIR-PHARM – Leistungen zur Entkontaminierung von Pharmasubstanzen, Fertigmedikamenten und Abfällen der Pharmaindustrie in Betrieben, die zum Biopharma-Cluster Kaluga gehören;
- OOO NPP Omitex.

Nahrungsmittelindustrie
- ООО Nestle Russia;
- ZAO Brauerei Moskau-Efes (bis 1. Oktober 2013 ZAO SABMiller RUS);
- ОАО Fleischfabrik Obninsk;
- ООО Invest Alyans;
- ООО Zuegg Russia;
- Milchfabrik Obninsk — Zweigstelle der ОАО Wimm-Bill-Dann;
- ОАО MosMedynAgroprom — Hersteller von Milchprodukten;
- OOO Agro-Invest — ganzjährige Gemüseanzucht;
- OOO F-TROUT — Fischzuchtbetrieb für die Lachszucht;
- OOO EkoNiva-APK Holging —Milch- und Fleischviehzucht, Pflanzenzucht, professionelle Samenzucht;
- OOO Verny puty —Pilzzuchtbetrieb.

#### Leichtindustrie
Die Leichtindustrie umfasst im Gebiet Kaluga ca. 250 Betriebe und Unternehmer unterschiedlicher Rechtsformen, von denen 11 Groß- und mittelständische Unternehmen sind. Die wichtigsten Branchenarten der Leichtindustrie sind durch folgende Großbetriebe vertreten:
- ОАО Ermolino, Textilindustrie
- ОАО Runo, Textilindustrie
- ОАО Nähfabrik Suchinitschi, Hersteller von Kleidung
- ООО Nähfabrik Ljudinowo, Hersteller von Kleidung
- ООО Nähfabrik Juchnowsk, Hersteller von Kleidung
- ОАО KALITA, Schuhfabrik
- ООО Kaluschskaya obuv, Schuhfabrik
- ООО Forio, Schuhfabrik

Bei der wirtschaftlichen Diversifizierung schenkt die Verwaltung des Gebiets Kaluga großes Augenmerk der Entwicklung von verschiedenen Industriebranchen. Gegenwärtig werden in den Betrieben des Gebiets Kaluga Papier, Kartonverpackungen, Flachpress- und Faserplatten, Parkettbretter, Ziegelsteine, sanitärtechnische Anlagen aus Keramik, Eisenbetonbauteile, Gummi- und Kunststofferzeugnisse, Rohre, Profile und vieles andere hergestellt.

### Investitionen
Das Gebiet Kaluga ist führend, was den Einsatz von ausländischen Investitionen in die regionale Wirtschaft betrifft. Im Gebiet Kaluga wurden eine klare Investitionsstrategie entwickelt und ein günstiges Investitionsklima geschaffen.
Schwerpunkte in der Investitionsstrategie sind die Errichtung von Produktionsstätten in Industrieparks und SWZ, geringe Investitionsrisiken, Steuerpräferenzen sowie eine rechtlich abgesicherte administrative Unterstützung durch offizielle Behörden und speziell statuierte Entwicklungsinstitute (Entwicklungskörperschaft des Gebiets Kaluga, Agentur für regionale Entwicklung, Agentur für innovative Entwicklung und Industrielogistik).
Das Hauptprodukt, die das Gebiet Kaluga den Investoren anbietet, ist die Errichtung von Produktionsstätten in 12 Industrieparks und an einem der zwei Standorte der Sonderwirtschaftszone. Die Projekte A-Park und B-Park bieten Brownfields. Insgesamt werden in der Region 155 Investitionsprojekte umgesetzt.

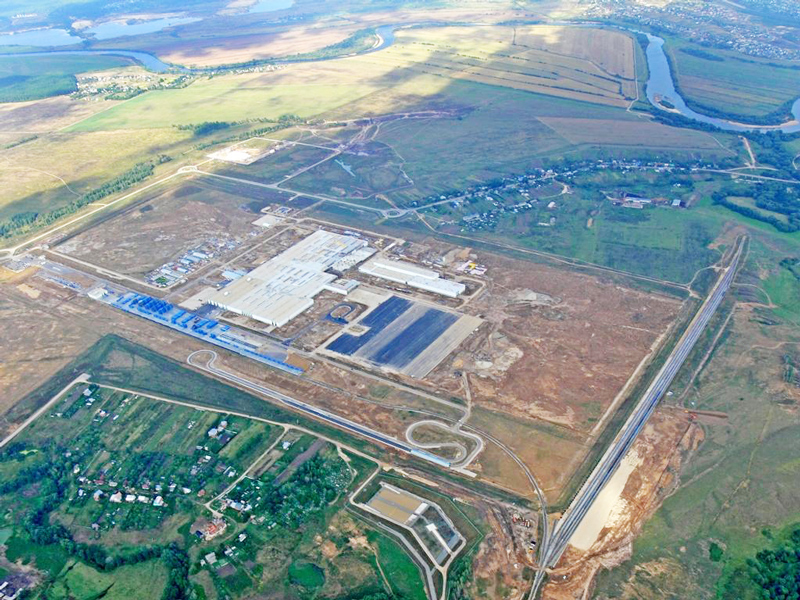
Industriepark Rosva

2015 nahmen 9 neue Industriebetriebe ihre Tätigkeit auf.
| Unternehmen                                       | Beginn    | Geschäftstätigkeit                                           |
| Industriepark Rosva                               |           |                                                              |
| ZAO Biotechnologischer Komplex Rosva              | Juni      | Komplex zur Weizenweiterverarbeitung                         |
| Sonderwirtschaftszone Kaluga (Standort Ljudinowo) |           |                                                              |
| OOO Agro-Invest                                   | Oktober   | ganzjährige Gemüseanzucht                                    |
| Industriepark Grabzewo                            |           |                                                              |
| OOO Novo Nordisk Production Support               | April     | Werk für Insulinproduktion                                   |
| ООО Volkswagen Group RUS                          | September | Motorenwerk                                                  |
| Industriepark Vorsino                             |           |                                                              |
| OOO Omega Liz-Kaluga                              | März      | Zweiter Bauabschnitt des Produktions- und Logistik-Komplexes |
| OOO AstraZeneca Industries                        | Oktober   | Arzneimittelwerk                                             |
| ZAO Triada-Impex                                  | Dezember  | Hersteller von Sondermitteln für den Bau                     |
| Industriepark Obninsk                             |           |                                                              |
| OOO NEARMEDIC PHARMA                              | Juni      | Arzneimittelwerk                                             |
| Stadt Kaluga                                      |           |                                                              |
| OOO SMK (Projekt von Cellino S.R.L.)              | April     | Autokomponentenhersteller                                    |

Im Jahr 2015:

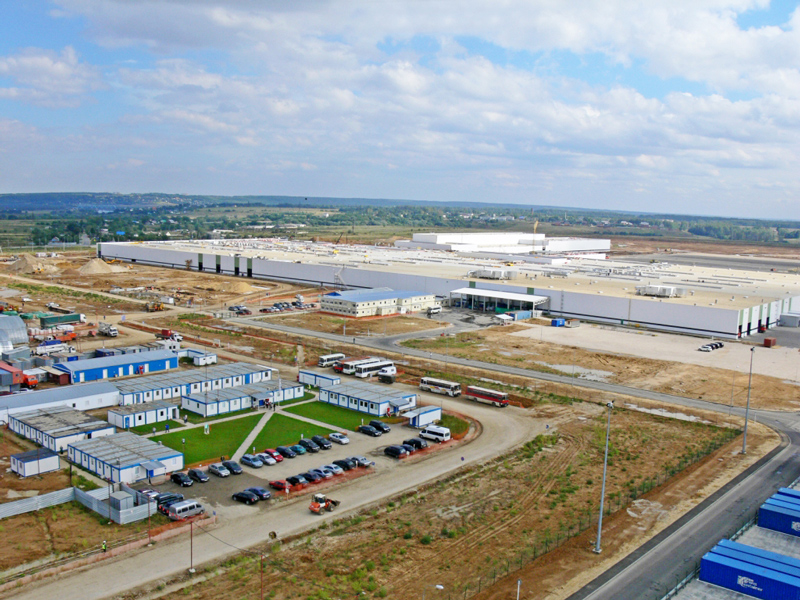
PCMA RUS

1. sind ca. 1800 neue Arbeitsplätze geschaffen.
2. Tatsächlicher Umfang von Investitionen in die Investitionsprojekte betrug 2015 schätzungsweise ca. 40 Mrd.Rbl.
3. Das Verhandlungsportfolio beinhaltet 61 Investitionsprojekte.
4. 2015 sind 8 Absichtsvereinbarungen unterschrieben. 18 neue Investitionsprojekte sind ins Register der Investitionsprojekte des Gebietes Kaluga eingetragen.
5. 2015 wurden drei Industrieparks (Grabzewo, Rosva, Kaluga Süd) geprüft, im Jahr 2016 werden sie gemäß der Verordnung der Regierung der Russischen Föderation Nr. 794 zertifiziert.
6. Zusammen mit der AG „SWZ“ wurde eine Erweiterung der SWZ durch Einverleibung von Territorien des Borowski Bezirkes des Gebiets Kaluga durchgeführt.
7. 2015 haben drei Investoren eine Prüfung beim Expertenrat des Ministeriums für wirtschaftliche Entwicklung der Russischen Föderation bestanden, um den Status eines Residenten der Sonderwirtschaftszone zu erhalten (OOO EkoDSK Ljudinowo, OOO Wodostop bzw. OOO Krasin-Bleistiftfabrik haben im Februar 2016 den Status eines Residenten der Sonderwirtschaftszone offiziell erhalten). Der Beginn der Umsetzung dieser Projekte ist im Jahr 2016.
8. 2015 ist der neue Industriepark Meschtschowsk auf dem Territorium des Meschtschowski Bezirkes des Gebiets Kaluga mit einer Fläche von 58 ha geschaffen.

Im Gebiet Kaluga entwickeln sich aktiv ein Kfz-, ein Pharma-, ein Verkehrs- und Logistik-, ein Agrar- und ein IT-Cluster.

#### Kfz- und Kfz-Zubehör-Cluster
Die Kalugaer Kfz-Hersteller haben von 2007 bis 2015 über 1.146.000 Fahrzeuge produziert, darunter 1127 Tsd. Personenkraftwagen und 19,4 Tsd. Lastkraftwagen. Im Gebiet Kaluga liegt der Anteil der Kfz-Produktion im gesamten Produktionsvolumen des Gebietes nach den Ergebnissen für 2015 bei 33,1 %.
3 Werke von ОЕМ-Herstellern: Volkswagen, PCMA RUS, Volvo
Volkswagen.(VW) Im Februar 2016 lief vom Fließband der Volkswagen Group Rus das 1.000.000ste Auto — ein Volkswagen Polo Allstar in exklusiver Farbe Copper Orange mit einem in Kaluga hergestellten 1,6-l-Benzinmotor mit 110 PS.
Das Werk wurde in Kaluga 2007 eröffnet. 2009 startete die Vollzyklusproduktion. Zurzeit werden hier die Modelle Volkswagen Polo, Volkswagen Tiguan und Škoda Rapid hergestellt.
PCMA RUS. Das Autowerk liegt in Kaluga im Industriepark Rosva. Die Investitionen in dieses Projekt betrugen ca. 550 Mio. Euro. Früher produzierte der Betrieb seine Fahrzeuge im Semi-Knocked-Down-Verfahren, im Vollzyklusverfahren wird der Peugeot 408 seit Juli 2012 und der Mitsubishi Outlander seit November 2012 hergestellt. Im April 2013 startete die Produktion des Modells Citroën С4, im Juli — Mitsubishi Pajero Sport. Die Fertigungskapazitäten lassen dem Werk max. 125.000 Fahrzeuge pro Jahr herstellen.
Volvo. Im Gebiet Kaluga (Industriepark Kaluga Süd) werden mehrere Projekte der Volvo Group umgesetzt:
- Volvo Trucks — Werk für die Herstellung von Volvo- und Renault-Lkw, gehört zu den weltweit modernsten VOLVO TRUCKS-Werken (nach Einschätzung von Volvo-Experten);
- Volvo Truck Center Kaluga — Servicezentrum für LKWs;
- Zollabteilung Volvo;
- Baggerwerk Volvo Construction Equipment;
- Volvo Group Cab Factory — Werk für die Fahrerhaus-Fertigung für LKWs Volvo und Renault.

#### 27 Fabriken für Autoteile
1. ООО FUCHS OIL – Herstellung von Schmierstoffen;
2. ООО Continental Kaluga – Herstellung von Autoreifen;
3. ContiTech (Filiale der ООО Continental Kaluga) – Herstellung von Klimasystemen und Verstärkungssysteme für Lenkanlagen in Fahrzeugen;
4. ООО Continental Automotive Systems RUS – von elektronischen Systemen für Fahrzeuge;
5. ООО Faurecia Automotive Development – Herstellung von Abgassystemen;
6. ООО Faurecia Automotive Development – Herstellung von Interior-Bauteilen;
7. ZAO Becema-Kaluga – Herstellung von Aufhängeausrüstung für LKW;
8. ООО Merkator Kaluga – Herstellung von Aufhängeausrüstung für LKW;
9. ООО Gestamp-Severstal Kaluga – Herstellung von Stanzteilen für Kfz-Karosserien;
10. ООО Severstal-Gonvarri-Kaluga – Service-Metallcenter;
11. Filiale der AO Magna Automotive Rus – Herstellung von Pralldämpfern und Frontmodulen;
12. ООО YAPP Rus Automotive Systems – Herstellung von Plastik-Kraftstofftanks;
13. ООО Benteler Automotive – Herstellung von Federungsbauteilen;
14. OOO Raydel Automotive Rus – Herstellung von Interior-Bauteilen;
15. ООО Fuyao Glass Rus – Herstellung von Autoglas;
16. OOO MAHLE RUS – Logistikzentrum und Herstellung von Filtern, Thermostaten, Turboladern und Motorelementen für LKW;
17. ООО HP Pelzer Rus – Herstellung von Schalldämpfung;
18. ООО Scherdel Kaluga – Herstellung von Sitzgestellen;
19. Toyota Tsusho RUS – Gestaltung von Logistikprozessen;
20. ООО Lear – Herstellung von Sitzen;
21. OOO CIE - AVTOCOM Kaluga – Herstellung von Scheibenwischern, Scheibenwaschanlagen, Klimaanlagen.
22. OOO HT & L FITTING RUS – Montage der Autoräder;
23. ООО Bosal – Herstellung von Abgassystemen;
24. ООО AD Plastik Kaluga – Herstellung von Autobauteilen aus Kunststoff;
25. OOO Gervasi Vostok – Herstellung von Karosserien für LKW;
26. ООО SMK (Projekt der Firma Cellino S.r.l.) – Herstellung von Benzinbehältern für LKW;
27. AIS Automotive Interior Systems GmbH – Herstellung von Autobauteilen aus Kunststoff.

Fachkräfte für den Kfz-Cluster werden in dem 2007 gegründeten Schulungszentrum für das Personal der Autobaubranche ausgebildet. Das Zentrum ist mit moderner Technik komplett ausgerüstet. Dort wurden an die 100 Ausbildungsprogramme geschaffen. Über 30 Labors und Werkstätten sind entstanden. Im Zentrum wurden inzwischen ca. 10.000 Fachkräfte für die Autowerke ausgebildet, davon allein 2013 über 1.000. Für die Tätigkeit des Zentrums sind die Interaktionen und gemeinsamen Projekte mit Zulieferbetrieben von Anlagen und Technologien sowie mit europäischen Bildungsstätten wichtig.
Im Rahmen des Kfz-Clusters Kaluga entwickelt sich auch die Logistik-Infrastruktur, werden Forschungen und Entwicklungsarbeiten vorgenommen, die auf eine Aufwertung von technischen Daten der bereits bestehenden Produkte und von Waren, die erstmals auf den Automarkt gebracht werden, ausgerichtet sind.

#### Cluster für Pharmazie, Biotechnologien und Biomedizin
Das Entwicklungsprogramm für den innovativen regionalen Cluster für Pharmazie, Biotechnologien und Biomedizin gewann 2012 im Wettbewerb des Ministeriums für Wirtschaftsentwicklung der RF, in dessen Rahmen Pilotprogramme für die Entwicklung von innovativen regionalen Clustern ausgewählt wurden.
Der „Kern“ des Pharma-Clusters entsteht an zwei Standorten:
- Kaluga (Industrieparks Grabzewo und A-Park) — Produktion;
- Obninsk (Industriegelände, High-Tech-Park Obninsk, Industriepark Vorsino) — innovative Projekte, unter anderem die Entwicklung von klein- und mittelständischen Unternehmen. Eine große Bedeutung kommt der Föderalen aus dem Etat finanzierten Einrichtung MNRZ des russischen Ministeriums für Gesundheitswesen und Soziales zu, auf deren Grundlage ein föderales Innovationszentrum für medizinische Radiologie geschaffen wird.

Der Pharma-Cluster entwickelt sich in drei Richtungen:
- Herstellung von Pharmazeutika
- Herstellung von Substanzen
- Forschungen auf den Gebieten Pharmazie, Biotechnologien und Biomedizin

Produktion:
- ООО Chemopharm (Struktureinheit der STADA CIS, gehört der internationalen Unternehmensgruppe STADA AG, Deutschland, an) — Herstellung von Arzneimitteln;
- ООО Novo Nordisk Production Support (Niederlassung der Novo Nordisk A/S, Dänemark) — Herstellung von Insulin;
- ООО NEARMEDIC PHARMA (Russland) — Herstellung von Originalarzneimitteln;
- ZAO Berlin Pharma (Niederlassung der Berlin-Chemie AG (Deutschland), gehört der internationalen Unternehmensgruppe Menarini Ind (Italien) an) — Herstellung von festen Arzneimittelformen;
- ООО Astra Zeneca Industries (Niederlassung der Astra Zeneca Ind (Großbritannien)) — Herstellung von innovativen Arzneimitteln;
- ООО Sfera-Pharm (Russland) — Herstellung von medizinischen Infusionslösungen;
- Klein- und mittelständische Unternehmen (Stand Januar 2016: 38 Betriebe), die an der Entwicklung und Herstellung von neuen Bio- und Pharmapräparaten arbeiten:
- ООО Mir-Pharm;
- ZAO Chemisch-pharmazeutisches Unternehmen Obninsk (ZAO OChPhK);
- Unternehmensgruppe Medbiopharm;
- Unternehmensgruppe BION;

109 Arzneimittelnamen stellen die Fabriken des Pharma-Clusters her. Über 80 % der Produktion bilden die Fertigarzneimittel.
Netzwerkpartner:
- Forschungszentrum der Russischen Akademie der Wissenschaften in Puschtschino (Puschtschino. 9 Forschungsinstitute der RAW auf den Gebieten Molekularbiologie, Biotechnologien und Biomedizin);
- Nicht kommerzielle Partnerschaft ORCHIMED (14 führende russische Institute der RAW in den Bereichen Chemie und Biochemie);
- Fakultät für Fundamentalmedizin der Moskauer Lomonossow-Universität;
- Verwaltungsgesellschaft des biotechnologischen Gründerzentrums der Moskauer Lomonossow-Universität.

#### Forschung und Bildung
- Zentrum der praktischen Ausbildung auf der Basis der medizinischen Fakultät des Institutes für Kernenergie Obninsk — Filiale der Föderalen autonomen Staatsbildungseinrichtung der beruflichen Hochschulbildung Nationale Forschungsuniversität für Kerntechnik „MIFI“;
- Bildungswissenschaftliches Innovationszentrum auf der Basis der Föderalen staatlichen haushaltsplangebundenen Bildungseinrichtung für berufliche Hochschulbildung «Staatliche K.-E.-Ziolkowski-Universität Kaluga»;
- Filiale des Staatlichen Forschungszentrums der RF — Karpov-Forschungsinstitut für Physik und Chemie;
- Föderale staatliche haushaltsplangebundene Einrichtung «Medizinisches radiologisches Forschungszentrum» des russischen Gesundheitsministeriums;
- Föderales Staatliches Einheitsunternehmen – Hämatologisches Wissenschaftszentrum der RF «Leipunski-Institut für Physik und Energiewesen»;
- Bildungswissenschaftliches Zentrum auf der Basis der Kompetenz-Allianz „Park aktiver Moleküle“
- Regionales medizinisches Basiscollege u. a.
- Ausbildungszentrum für Fachkräfte der Pharmaindustrie. Dieses Projekt zielt darauf ab, Pharmabetriebe der Region mit gut geschultem Personal für moderne GMP-Produktionsstätten zu versorgen. Die Schulung erfolgt nach dem deutschen „dualen“ Ausbildungsmodell für Fachschulen, das den russischen Verhältnissen angepasst wird.

Im Interesse der Cluster-Teilnehmer auf der Basis von medizinischen Fakultäten, Lehrstühlen für pharmazeutische und radiopharmazeutische Chemie, allgemeine und spezielle Chemie, Radionuklid-Medizin, Biologie, Werkstoffkunde, Kernphysik und Ökologie werden 859 Menschen (Stand Januar 2016) ausgebildet.

#### Innovationen
- Zentrum für innovative Pharmazeutik „Park aktiver Moleküle“ (auf der Basis der Unternehmensgruppe Medbiopharm und von Netzwerkpatnern);
- Regionales Engineering-Zentrum (REZ) für Pharmazeutik;
- Ein universeller Vollzyklus-GMP-Betrieb für biomedizinische Original-Nanopräparate, der auf der Grundlage der ООО NEARMEDIC PLUS gemeinsam mit der ОАО ROSNANO entsteht (ООО NEARMEDIC PHARMA in Obninsk);
- Innovative Labors sowie Forschungs- und Produktionsstätten der Unternehmen ООО Mir-Pharm, ООО BION, ООО Chemisch-pharmazeutisches Unternehmen Obninsk.

Zum Anfang 2016 befinden sich im Innovationsportfolio der Kalugaer Pharmaunternehmen 31 neue Projekte. Über 15 Präparate sind zur Phase der vorklinischen und klinischen Prüfungen gebracht. In den nächsten 3 Jahren werden die Unternehmen des Pharma-Clusters auf den russischen Markt 2 bis 3 neue Arzneimittel jährlich bringen.

#### Verkehrs- und Logistik-Cluster
Modernisierung der Logistikinfrastruktur, Gründung von neuen Zentren und Terminals sowie Straßenbau haben für die Regierung des Gebiets Kaluga Vorrang. eine erfolgreiche Entwicklung des Verkehrs- und Logistik-Clusters verfügt die Region über recht viele Vorteile. Vor allem trifft das auf die geographische Lage zu: Das Gebiet grenzt an Moskau und hat ein erhebliches Transitpotential, wodurch es gute Chancen hat, sich zu dem wichtigsten Logistikzentrum des gesamten ZFO zu entwickeln. Zum Zweiten hat es zuverlässige Geschäftspartner: Die Region kooperiert mit den größten Logistikunternehmen: GEFCO, Green Logistics, Rhenus Logistics, TransContainer etc. Drittens verfügt es über eine klare Entwicklungsstrategie für den Cluster. In der Region werden multimodale Verkehrs- und Logistikterminals, Zoll- und Lagerstätten errichtet, die Autostraßen-, Eisenbahn- und Flughafeninfrastruktur wird entwickelt, d. h. es entsteht die gesamte notwendige Infrastruktur für ununterbrochene Arbeitsabläufe – von der Rohstofflieferung bis hin zur Auslieferung von Fertigprodukten an die Endabnehmer.
Freight Village Rosva, gegründet zwecks Optimierung von Logistikabläufen von Firmen, die in den Industrieparks des Gebiets Kaluga ansässig sind (Grabzewo, Rosva, Kaluga Süd). Heute gehört die FV Rosva zu den Schwerpunktobjekten im Verteilungsnetz des gesamten ZFO.
Das Kfz-Terminal mit einer Gesamtfläche von 5 ha ist mit Fachladetechnik, Wiegeeinrichtungen, Radioaktivitätskontroll- und Röntgenanlagen ausgerüstet. Das Gelände des Terminals ist in zwei Bereiche eingeteilt: den Zollposten Kaluga des Zollamtes Kaluga und den Verbrauchssteuerposten des Zentralen Verbrauchssteueramtes.
Das Containerterminal mit einer Gesamtfläche von 3 ha umfasst einen Frachtgutpark (6 Betriebseisenbahngleise mit einer Gesamtlänge von über 10 km), einen Containerlagerplatz, einen Zollposten, Zufahrtsstraßen etc. Die Produktionsleistung des Terminals beträgt bis zu 150.000 TEU p. a. (mit Containerladegeräten Kalmar).
Freight Village Vorsino, im Norden des Gebiets Kaluga 70 km vom Moskauer Autobahnring und 90 km von Kaluga entfernt gelegen, in unmittelbarer Nähe zur föderalen Autobahn М-3 Ukraine und zur Eisenbahnstrecke Moskau-Kiew. Die FV Vorsino ist in das Generalentwicklungsschema des Moskauer Eisenbahnknotens und ins Entwicklungsprogramm des Moskauer Verkehrsknotenpunktes aufgenommen worden. Die FV Vorsino wurde von der russischen Regierung als strategisch bedeutendes Logistikobjekt anerkannt. Die Gesamtfläche Logistikzentrums beträgt 450 ha. Die Gesamtlänge der Zufahrtgleise liegt bei 838,19 lfm. Die Gesamtlänge der internen Eisenbahngleise beträgt 9193 lfm. Die Produktionsleistung des Containerterminals beträgt in der ersten Phase 300.000 TEUs p. a. und nachfolgend bis zu 1.500.000 TEUs jährlich. Investitionsumfang: EUR 1,2 Mrd., davon ca. EUR 250 Mrd. Investitionen in den Bau des Logistikparks.
Seit Januar 2016 года Freight Village «Vorsino» wurde ein Teil des Infrastrukturprojektes «Neue Seidenstraße». Der Gütertransit aus nordöstlichem China und Südkorea erfolgt durch den Hafen von Dalian per Chinesische Östliche Eisenbahn und Transsibirische Eisenbahn.
Vorteile der Route:
- Erhöhung der Ausfuhr von russischen Waren nach Asien;
- Schaffung eines großen Verteilungszentrums;
- Erweiterung vorhandener Produktionsstätten und Bildung neuer Produktionen;
- Eintritt asiatischer Unternehmen in die russischen und europäischen Märkte.

Internationaler Flughafen Kaluga, in unmittelbarer Nähe zum Industriepark Grabzewo gelegen. Großaktionär, der sich im Besitz von 99,99 % Geschäftsanteilen befindet, ist das Gebiet Kaluga, vertreten vom Ministerium für wirtschaftliche Entwicklung des Gebiets Kaluga.
Hauptdaten:
- 200 ha — Flughafengelände

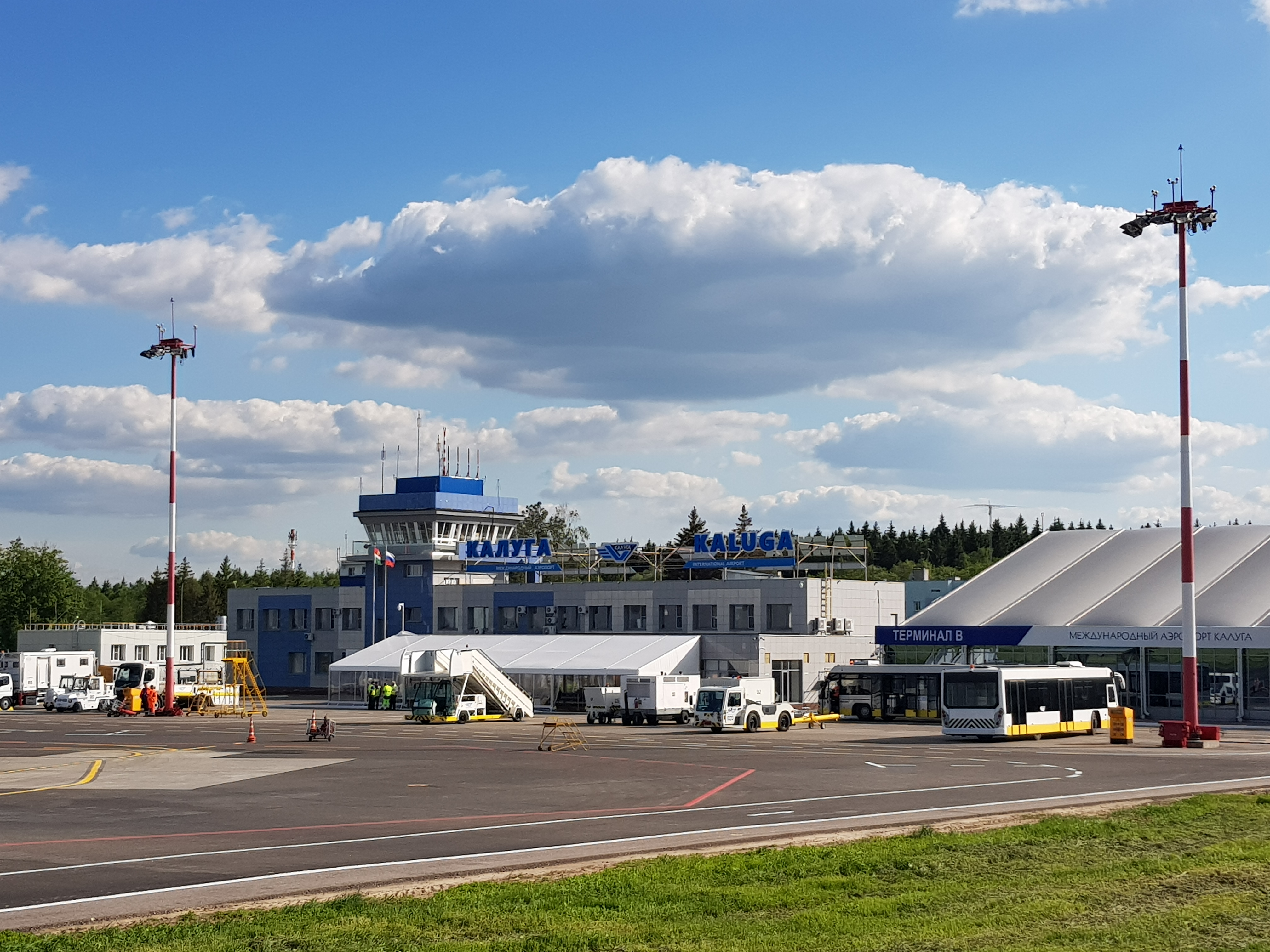
Flughafen Kaluga

- 2200х45 m — Abmessungen der Start- und Landebahn
- Status — international
- Startgewicht der landenden Flugzeuge — Klasse 2
- Durchlassfähigkeit — 100 Passagiere pro Stunde
- Fluggaststrom — bis zu 500.000 Passagiere p. a. im Jahr 2030
- Die Anlage ist für Landung und Start von Flugzeugen, einschließlich der А-319, Boeing-737 und ähnlicher (64 t) bestimmt.

Flughafen Emolino, 95 km von der Moskauer Innenstadt, 60 km vom internationalen Flughafen Wnukowo, 5 km von der föderalen Autobahn М-3 Ukraine und 5 bis 6 km von der nächsten Eisenbahnstation Balabanowo gelegen. Eigentümer des Flughafens sind die Binnenstreitkräfte des russischen Innenministeriums. Die Genehmigung der Föderalen Agentur für Flugverkehr und des russischen Verkehrsministeriums für die Errichtung des internationalen Zivilflughafens Ermolino mit einer gemeinsamen Stationierung mit den Binnenstreitkräften des russischen Innenministeriums liegt bereits vor.

### Bauwesen
Unter den Regionen des ZFO liegt das Gebiet Kaluga auf Rang 4 im Bereich Wohnungsbau pro Kopf der Bevölkerung. 2015 ist die staatliche Plankennziffer über die Inbetriebnahme von Wohngebäuden, festgelegt vom Ministerium für Bauwesen und Wohnungs- und Kommunalwirtschaft der Russischen Föderation in Höhe von 750 Tsd. m² Wohnfläche, erfüllt und hat eine für das Gebiet unerhörte Zahl von 795 Tsd. m² gebildet. Nach dieser Kennziffer ist Kaluga im Gebiet führend – im regionalen Zentrum sind ca. 356 Tsd. m² Wohnfläche beim Plan von 264 Tsd. m² in Betrieb genommen, was 152 % gegenüber 2014 beträgt. Unter den wichtigsten in Betrieb genommenen Objekten sind das regionale Infektionskrankenhaus in Kaluga, die Kinder- und Erwachsenenpoliklinik in Balabanowo, der Flughafen Kaluga, das Gebäude des staatlichen regionalen Archives, eine Reihe von Sportkomplexen.
Die Region ist führend in der RF, was die Gasversorgung betrifft. Das Gasifizierungsniveau liegt im Gebiet bei über 81 %, einschließlich 66 % auf dem Lande. Für die Gasversorgung des Gebietes Kaluga werden 2015 über 1,7 Mrd. Rbl. aus den Mitteln der PAO Gazprom, dem regionalen Budget und den anderen Quellen zugeführt. Es sind über 432 km der Gasleitungen aufgebaut. Der blaue Brennstoff wird zum ersten Mal an 34 Landorte mit einer Bevölkerungszahl von ca. 3,5 Tsd. Einwohner zugeführt.

### Energetik
Im Bereich Elektroenergetik betrugen im Jahr 2015 die Investitionen der Unternehmen über 2,5 Mrd.Rbl. Es sind über 8000 technologische Anschlüsse an die elektrischen Netze durchgeführt, einschließlich über 5500 Anschlüsse für privilegierte Verbrauchergruppen. Gemäß dem Programm „Energieeinsparung und Erhöhung der Energieeffizienz im Gebiet Kaluga“ sind aus den Mitteln des regionalen Budgets drei Kesselräume in Bezirken Peremyschlski und Uljanowski modernisiert sowie 27 Kesselräume sind in Malojaroslawez repariert. An individuelle wohnungsweise Wärmeversorgung sind 1200 Wohnungen angeschlossen. Im Gebiet Kaluga liegt das erste Atomkraftwerk der Welt — das Atomkraftwerk Obninsk, das im Jahr 1954 in Betrieb genommen wurde.

## Landwirtschaft
Die Landwirtschaft nimmt in der Wirtschaft der Region eine besondere Stellung ein. Der Anteil der landwirtschaftlichen Produkte am Bruttoregionalprodukt beträgt mehr als 8,1 %. Die Anzahl der Landbevölkerung des Kalugaer Gebiets beträgt 242,6 Tsd. Menschen und damit 24 % von der Gesamtzahl der Einwohner des Kalugaer Gebiets.

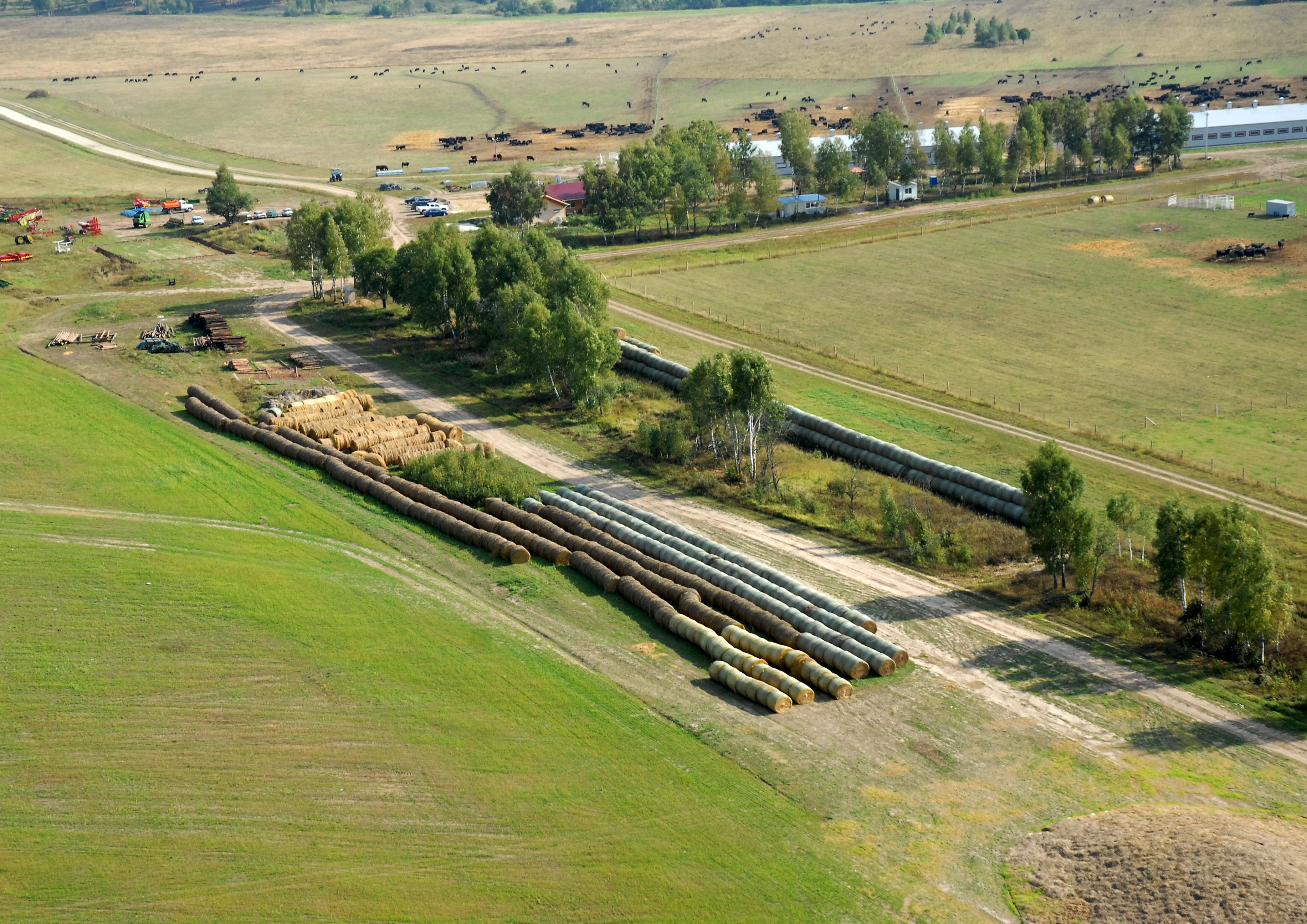
Bauernhof Region Kaluga

Der Umfang der Agrarproduktion in den landwirtschaftlichen Betrieben aller Kategorien betrug 2012 ca. 26,2 Mrd. Rbl.
Die im Kalugaer Gebiet insgesamt landwirtschaftlich genutzte Fläche liegt bei 1,821 Mio. Hektar, davon landwirtschaftliche Betriebsfläche bei 1,145 Mio. Hektar, inkl. Ackerfläche von 857,1 Tsd. Hektar.

### Tierhaltung
Der betriebliche Schwerpunkt der Agrarwirtschaft liegt auf der Milch- und Fleischviehhaltung. Die modernen Schweinezuchtbetriebe beliefern den Binnenmarkt mit dem Schweinefleisch, indem sie gekühltes Fleisch und Halbfabrikate für den Einzelhandel liefern. Zu diesen Betrieben gehören der gemeinsame russisch-thailändische Betrieb OOO „Charoen Pokphand Foods“ des Kreises Dserschinskij, OOO KFH „Chartschewnikow“ des Kreises Uljanowskij, KFH „Tonojan“ des Kreises Babyninskij. Nach dem Stand am 1. Januar 2013 betrug der Gesamtbestand von Rindern in den landwirtschaftlichen Betrieben aller Kategorien 132,4 Tsd. Tiere, darunter Kühe – 57,4 Tsd. Tiere, der Schweinebestand lag bei 74,1 Tsd. Tieren, der Geflügelbestand lag bei 3,8 Mio. Tieren.
In den landwirtschaftlichen Betrieben aller Kategorien wurden 2012 ca. 234 Tsd. Tonnen Milch produziert. Die durchschnittliche Milchleistung je Kuh betrug dabei in den Agrarunternehmen 4.700 kg. Nach dem Tagesdurchschnitt bei der Milchleistung pro Kuh belegt das Gebiet Kaluga den 8. Platz unter den 17 Gebieten des Föderationskreises Zentralrussland der Russischen Föderation. Im industriellen Umfang werden automatisierte Systeme zum Melken von Kühen (AMS) in der Firmen OOO „Aleschinskoje“ des Kreises Meschtschowskij, OOO „Bebelewo“ des Kreises Fersikowskij, OOO „Lespuar“ des Kreises Suchinitschskij eingeführt.
Neben dem o. g. Hauptzweig entwickelt sich im Kalugaer Gebiet auch die Geflügelzucht. Die größten Vogelfleischproduzenten sind die OAO „Geflügelfabrik Kaluschskaja“, die OOO „Geflügelfabrik Radon“ des Kreises Dserschinskij, die OOO „Geflügelfabrik in Beloussowo“ des Kreises Schukowskij. Im Kreis Medynskij werden in der OOO „Samson-Farm“ Perlhühner gehalten.

### Acker- und Pflanzenbau
Der Anteil von Acker- und Pflanzenbau an der Agrarproduktion des Kalugaer Gebiets liegt bei 10,2 %. Unter den Zweigen des Acker- und Pflanzenbaus fällt der größte Anteil der Getreidewirtschaft sowie dem Gemüse- und Kartoffelanbau zu. 2013 haben die landwirtschaftlichen Betriebe aller Kategorien 165,7 Tsd. Tonnen Getreide (Gewicht nach der Nachbearbeitung) produziert. Der Getreideertrag lag bei 21,5 Ztr./ha. Zu großen Getreideproduzenten gehören der Lenin-Kolchos („Kolchos imeni Lenina“) des Kreises Schukowskij, die Landwirtschaftliche Genossenschaft (Kolchos) „Moskwa“ des Kreises Borowskij, die OAO „Plemsawod imeni W.N.Zwetkowa“ des Kreises Malojaroslawezkij, der Kolchos „Majak“ des Kreises Peremyschlskij, die OOO „Agroressource“ des Kreises Suchinitschskij. Die höchste Bruttogetreideernte von 10.764 Tonnen wurde in der OAO „MosMedynAgroprom“ des Kreises Medynskij erzielt. 2013 konnten die landwirtschaftlichen Betriebe aller Kategorien 335,4 Tsd. Tonnen Kartoffeln, 98,0 Tsd. Tonnen Freilandgemüse, 6,6 Tsd. Tonnen Treibhausgemüse ernten.
Der Kartoffelertrag liegt dabei bei 144,0 Zentner pro Hektar, der Ertrag von Freilandgemüsen bei 178,0 Zentner pro Hektar. Zu den größten Kartoffelproduzenten gehören die folgenden landwirtschaftlichen Betriebe: OOO „Aurora“ des Kreises Babyninskij, OOO „Slawjanskij Kartoffel“ des Kreises Duminitschskij, ZAO „Kolchos imeni Ordschonikidse“ des Kreises Koselskij, FGUSP „Rodina“ des Kreises Malojaroslawezkij, „SPK imeni K.Marx“ und SPK „Rus“ des Kreises Chwastowitschskij, Kolchos „Majak“ und OOO „Kaluschskaja Niwa“ des Peremyschlskij. Zu den führenden Produzenten von Treibhausgemüsen gehören die OAO „Teplitschnyj“ der Stadt Kaluga, die OOO „Obninski teplitschnyj Kombinat“, die OOO „Malojaroslawezki teplitschnyj Kombinat“. Stabil beliefert die OOO „Plodoowoschtschnoje chosjajstwo – Monastyrskoje podworje“ aus dem Vorort Kalugas die Stadtbewohner von Kaluga mit Freilandgemüsen.

### Agrar-Industrie-Komplex
Die Agrarindustrie des Kalugaer Gebiets ist durch 332 industrielle Agrarbetriebe, 45 große und mittlere Betriebe der Nahrungsmittel- und Verarbeitungsindustrie, 2248 Bauern- und Farmbetriebe, 117,8 Tsd. persönliche Nebenwirtschaften vertreten.
Die Gesamtinvestitionen der großen und mittleren Betriebe der Nahrungsmittel- und Verarbeitungsindustrie lagen im Jahre 2012 bei 283 Mio. Rbl.

### Infrastruktur und Logistik des Agrar-Industrie-Komplexes
Dieser Bereich ist durch folgende aussichtsreiche Projekte des Agrar-Industrie-Komplexes vertreten:
- „Kagro“ ist ein agroindustrieller Park, der auf die Verarbeitung der im Gebiet hergestellten landwirtschaftlichen Produktion eingestellt ist;
- „Dettschino“ ist ein agrotechnologisches Zentrum, in dem die folgenden Filialen von 5 großen europäischen Unternehmen aus dem Bereich Agrarbusiness ihren Sitz haben: „Grimme“, „Lemken“, „Big Dutchman“, *„Wolf System“ sowie die russisch-deutsche Holdinggesellschaft „EkoNiwa“;
- „SME Park“ ist ein Agrarindustriepark für kleinere und mittlere Unternehmen, aufgebaut als Zentrum für effektive Verteilung landwirtschaftlicher Produktion mit sicheren Bedingungen ihrer Aufbewahrung.

### Maßnahmen staatlicher Unterstützung
Die staatliche Unterstützung wird für alle landwirtschaftlichen Warenproduzenten aufgrund der staatlichen Programme gewährt.
Als Operator für kostenlose Beratungsdienstleistungen für landwirtschaftliche Warenproduzenten ist das Zentrum für die Entwicklung des Agrar-Industrie-Komplexes des Kalugaer Gebiets tätig. Das Gesamtvolumen der staatlichen Unterstützung betrug nach dem Stand vom 1. Oktober 2013 339,2 Mio. Rbl, davon 136,9 Mio. Rbl. aus dem föderalen Budget und 202,3 Mio. Rbl. aus dem Gebietsbudget.